# 敦源聖廟

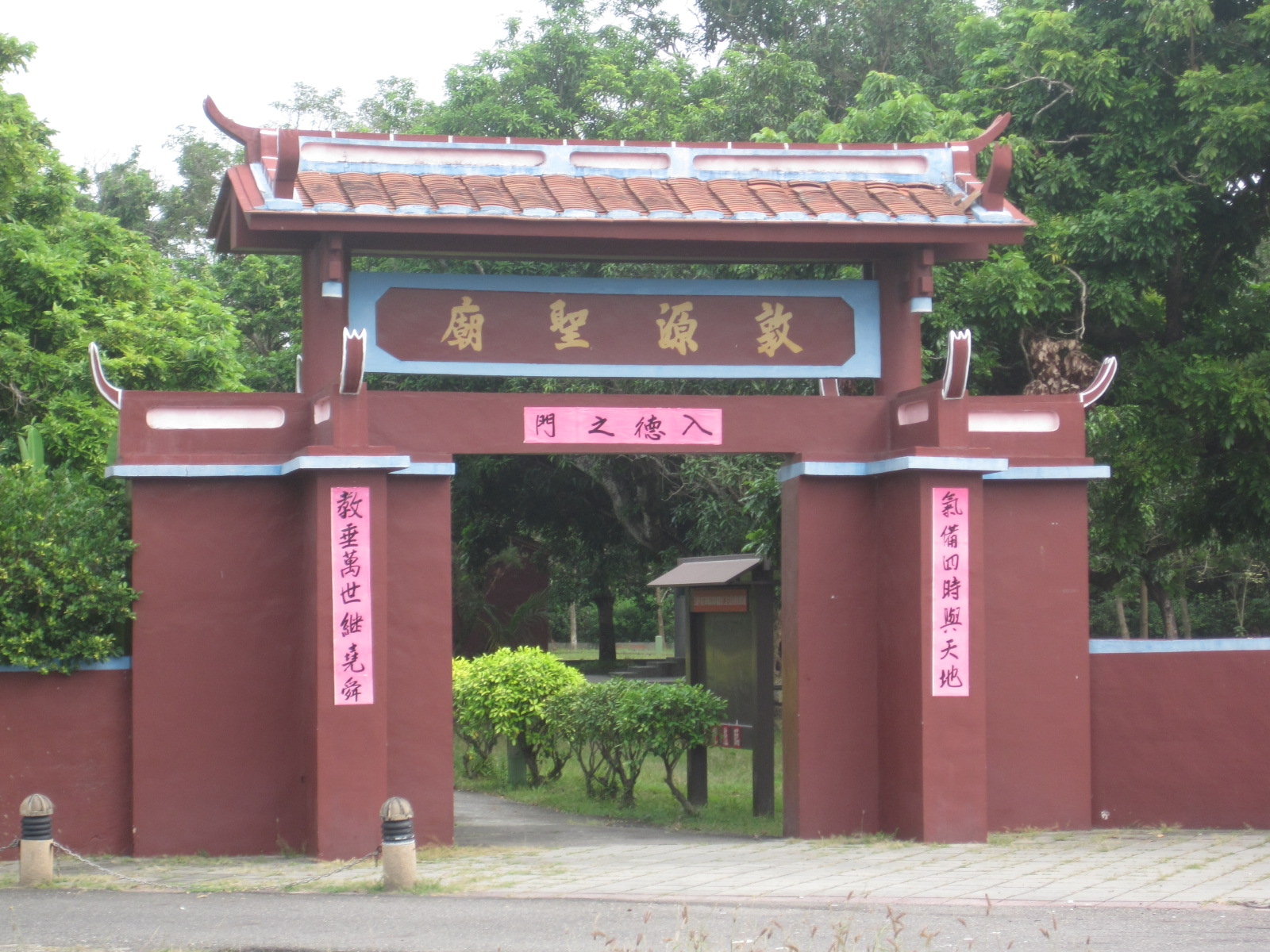
敦源聖廟大門

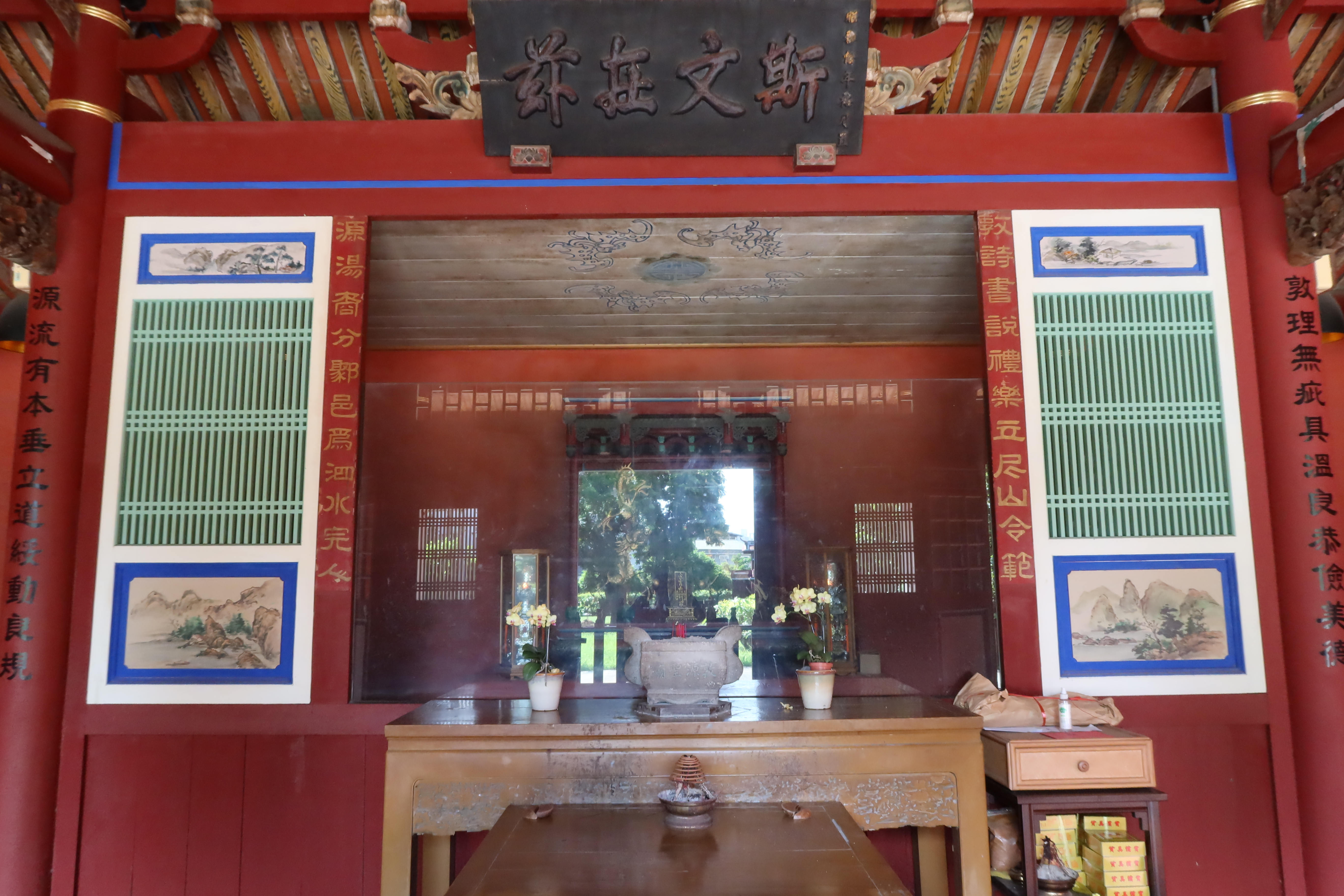
敦源聖廟內部

敦源聖廟位於臺灣臺南市歸仁區，又稱「歸仁孔廟」、「新豐區孔廟」。該廟由來可追溯到清末文人社團「敦源社」，日治時期才建廟。在臺南縣市合併前，臺南縣會在此廟與佳里昭清宮舉行祭孔典禮。
該廟為民間出資興建，為私人廟宇產權複雜，但與政府機構關係密切。該廟的管理與祭典經費有新豐區5個區公所（歸仁、仁德、關廟、龍崎、永康）編列預算支助，祭孔儀式也由這5個區公所輪流主辦。

## 沿革
敦源聖廟的由來，與清末在歸仁仁壽宮活動的社團「敦源社」有關。該社一說是成立於清光緒九年（1883年），另一說是同治六年（1867年）。在日治時期昭和二年（1927年），敦源社成員與當地仕紳等人共同募款建廟，並以青銅鑄造孔子像供奉。昭和十二年（1937年）再增建護龍，並開設義塾。
二次大戰後，由林金樹、王維楨等人提議成立「敦源夜課義塾」，並由他們擔任教師，在南廡上課。而該廟因年久失修，於民國68年（1979年）在新化陳文卿出資下整修。
2016年206大地震中，敦源聖廟亦受重創而暫時封閉，之後在該年6月17日發生竊案。發現一對門板與神龕失竊後，歸仁區公所將廟中尚存的文物拆卸暫放派出所保管，而孔子牌位則移往關廟山西宮孔子殿供奉。此外因敦源聖廟為私人廟宇且未列為文化資產，官方經費難以直接補助，但市府以敦源聖廟祭孔在當地具有重要意義為由，將動用八百萬元的賑災善款協助該廟的修復。
神龕失竊後，歸仁區文化里鄰長黃笙田依照老照片重新打造。

## 祭孔儀式
敦源聖廟的祭孔儀式較為簡單，一般由該年負責主辦的區公所區長擔任主祭（若縣長應邀前來出席則改由縣長擔任），其他四區區長為陪祭。因為並沒有佾生，故沒有佾舞。儀式內容主要是三獻禮，還有與祭者參拜。
祭孔儀式的時間在9月28日教師節，但2017年決定依照古書記載，將舉辦日期改為農曆十一月初四。歸仁紅瓦厝國小總務主任許耿肇提到《安平縣雜記》一書便記載過去祭孔是在農曆十一月初四舉行，而民國37年（1948年）新豐區祭孔也是在此日舉行，可能是在民國41年（1952年）政府宣布教師節改為9月28日之後，才在某一年改為以928為祭孔日。